# Ivar Rosenberg (lydtekniker)
 For alternative betydninger, se Ivar Rosenberg. (Se også artikler, som begynder med Ivar Rosenberg)
Ivar Rosenberg (født 1. december 1926 på Frederiksberg, død 5. september 1993) var en dansk tonemester/lydtekniker.
Kai Vilhelm Ivar Herman Rosenberg var søn af kapelmester Kai Rosenberg og hustru Karen Bodil Kristiane Thisted, født Viberg. Rosenberg etablerede pladestudiet Rosenberg-studiet i 1971.